# Walt Faulkner
Pour les articles homonymes, voir Faulkner.
Walt Faulkner est un pilote automobile d'IndyCar américain, né le 16 février 1918 à Tell (Texas, États-Unis) et mort le 22 avril 1956. D'abord pilote de 'midget' dans les années 1940, il débute en IndyCar en 1950. Il a notamment remporté à deux reprises les 200 Miles de Milwaukee, en 1950 et 1951.